# Кубок принца Фейсала по футболу
Кубок принца Фейсала бин Фахда (араб. كأس الأمير فيصل بن فهد‎) — футбольный турнир в Саудовской Аравии, разыгрывается среди молодёжных (до 23 лет) составов саудовских клубов (разрешается выход в составе не более 5 игроков старшего возраста). Разыгрывается с 2002 года. До 2007 года замещал Кубок Саудовской Федерации футбола, после возвращения которого к старой схеме, проводится в качестве отдельного турнира.

## Победители и финалисты
- 2007/08 : Аль-Ахли 3-0 Аль-Иттихад
- 2008/09 : Аль-Шабаб 0-0 Аль-Наср [4-3]*

* — по пенальти
** — в дополнительное время